# Jacqueline MacInnes Wood
Jacqueline MacInnes Wood (Windsor, Ontario; 17 de abril de 1987) es una actriz canadiense, más conocida por haber interpretado a Julie Gunn en la película Skyrunners, a Olivia Castle en la película de terror Destino final 5, y a Steffy Forrester en la telenovela The Bold and the Beautiful.

## Biografía

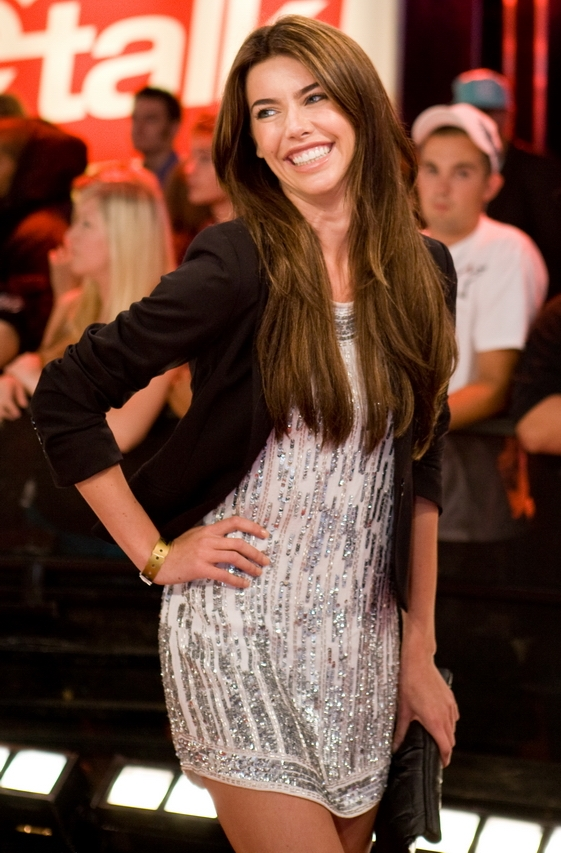
Jaqueline MacInnes Wood en 2008

Es hija de James C. Wood y Sandie Alexandra MacInnes. A los 18 años se mudó a Toronto para trabajar como actriz. Su hermana es Dani Probert, quien estuvo casada con el jugador de NHL Bob Probert. Tiene ancestros escoceses, nativos americanos, franceses y brasileños.
Salió con el actor Daren Kagasoff.

## Carrera

### Actuación
Apareció en un comercial de First Choice Haircutters, llamándose a sí misma "Hair Girl (Chica del Cabello)".
En mayo de 2008, se unió al elenco recurrente de la telenovela The Bold and the Beautiful, donde interpretó a Stephanie "Steffy" Forrester hasta 2013; en 2015 regresó a la serie y desde entonces aparece en ella. En 2011 interpretó a Olivia Castle en la película de terror Destino final 5. En 2012 apareció en el episodio piloto donde interpretó brevemente a Sara Lance en la serie Arrow.

### Música
Es una DJ conocida como “Jacqui Mac”. Publicó su primer sencillo «After Hours» en enero de 2012.

## Vida personal
Wood también es partidaria de las organizaciones de rescate de mascotas, dedica gran parte de su tiempo libre a difundir información a través del activismo social, incluyendo Twitter sobre los refugios para perros y la responsabilidad de los dueños de mascotas, además de ofrecerse como voluntaria en iniciativas caritativas que benefician el rescate de animales.
En noviembre de 2017, Wood anunció su compromiso con Elon Ruspoli y se casaron en julio de 2018. En marzo de 2019, Wood dio a luz al primer hijo de la pareja, un varón llamado Rise Harlen. El 21 de febrero de 2021 nació su segundo hijo, Lenix. En noviembre de ese mismo año anunciaron que estaban esperando su tercer hijo.

## Filmografía

### Series de televisión
| Año                                   | Título                     | Rol                 | Notas       |
| ------------------------------------- | -------------------------- | ------------------- | ----------- |
| 2006                                  | Runaway                    | Candice Lowe        | 1 episodio  |
| 2007                                  | Lovebites                  | Faith               | 1 episodio  |
| 1999-2006 / 2008-2013 / 2015-presente | The Bold and the Beautiful | Stephanie Forrester | episodios   |
| 2008                                  | Gamer Girlz                | Max Eakin           | 1 episodio  |
| 2008                                  | MVP                        | Ava Preasly         | 2 episodios |
| 2014                                  | Arrow                      | Sarah Lance         | 1 episodio  |
| 2014                                  | Anger Management           | Jane                | 1 episodio  |
| 2014                                  | Castle                     | Chelsea Cambridge   | 1 episodio  |
| 2015                                  | 19-2                       | Mary Louise Dumas   | 2 episodios |
| 2015                                  | South Beach                | Samantha Lear       | 6 episodios |

### Películas
| Año  | Título                           | Rol                   |
| ---- | -------------------------------- | --------------------- |
| 2008 | Nightmare at the End of the Hall | Laurel / Jane Hammond |
| 2009 | Skyrunners                       | Julie Gunn            |
| 2010 | Turn the Beat Around             | Irena                 |
| 2011 | Destino final 5                  | Olivia Castle         |
| 2013 | Traicion conyugal                | Cathy Coulter         |

## Premios y nominaciones
| Año  | Categoría                                     | Premio             | Serie                      | Resultado |
| ---- | --------------------------------------------- | ------------------ | -------------------------- | --------- |
| 2013 | Outstanding Younger Actress in a Drama Series | Daytime Emmy Award | The Bold and the Beautiful | Nominada  |
| 2012 | Outstanding Younger Actress in a Drama Series | Daytime Emmy Award | The Bold and the Beautiful | Nominada  |

## Discografía
- 2012: «After Hours»
- 2012: «Girl You Knew»